# Пазыль-Аталык
Пазыль-Аталык (Риштан, Бухарское ханство — 1704, Риштан, Бухарское ханство) — глава города Риштан, со своим братом Ашур-Кулом поделил страну и в 1701—1704 гг. управлял Ферганой.

## Биография
Пазыль-Аталык родился в Риштане в период правления Бухарского хана Абдулазизхана в семье главы Ферганы Рустем Хаджи-Султан, сын Шахруха I. Кроме Пазыль-Аталыка у Рустем Хаджи-Султана было еще младший сын Ашур-Кул.
По легендам бий города Ахсы Тангри-Яра Худояра II Илик-Султан, сын Алтун-Бишика сын Бабура Тимурида в конце жизни перенёс свою резиденцию Риштан и отсюда его потомки управляли Ферганой, пока его праправнук Рустем Хаджи-Султан не перенёс политический центр Ферганской долины в Ахсы. Тем не менее Риштан не утратил своего значения. Правителем города был назначен старший сын и предполагаемый наследник Рустема Хаджи-Султана Пазыль-Аталык. Однако новым правителем Ферганы придворные провозгласили Ашур-Кула, результатом чего стала междоусобная война.
Этнограф и исследователь Средней Азии В. П. Наливкин основываясь на сведениях Муллы-Шамси пишет:

 После смерти Рустема Хаджи-Султана придворные провозгласили правителем Ашир-кула вместо старшего брата Пазыль-Аталыка, который ушел в Риштан и через некоторое время поднял восстание. В 1704 году Ашур-Кул с войсками двинулся в Риштан и окружил его но в бою был убит. Тогда войско провозгласило правителем несовершеннолетнего Шахруха и продолжило осаду. Вскоре Пазыль-Аталык тоже погиб, после чего Риштан сдался и признал верховным правителем Шахруха. 
После взятия Риштана войска Шахруха полностью разрушили город, однако несмотря на вражду между братьями сохранили жизнь сыну Пазыль-Аталык бека Раджаб баю, у которого, в свою очередь, было 6 сыновей. Шахрух-бай II 1709 году объединил юго- и северо-западные провинции Ферганской долины и сталь первым суверенным беком и основателем единого государства со столицей в небольшом городе Коканде. В последующим до 1876 года сыновья, внуки и правнуки Шахрух-бек хана более 170 лет правили Кокандским ханством.